# České Žleby
České Žleby (německy Böhmisch Röhren) jsou část obce Stožec v okrese Prachatice v Jihočeském kraji. Nachází se na území národního parku Šumava – asi čtyři kilometry severozápadně od Stožce, asi dva kilometry od státní hranice. České Žleby jsou také název katastrálního území o rozloze 42,17 km². V katastrálním území České Žleby leží i Dobrá a zaniklá osada Krásná Hora. České Žleby leží také v katastrálním území Horní Cazov o rozloze 2,62 km² a Radvanovice o rozloze 7,58 km².

## Historie
Vesnice byla založena roku 1709.
Vesnice měla v průběhu historie několik jmen. České Trouby, České Roury, Česká Koryta, České Žlaby, až nakonec zůstalo pojmenování České Žleby. Původně německy nazvaná Rinnhauser nebo Röhrenhauser (žlabové nebo korytové domky - napajedla). Takové názvy nebyly v té době na Šumavě ojedinělé, tak aby se zdejší místo odlišila, tak ves byla nazvána Böhmisch-Röhren, později České Žleby. Ve druhé polovině 19. století měla farní vesnice 1020 obyvatel. Obec bývala tehdy mnohem větší než nedaleký Stožec, kam nyní zbytky Českých Žlebů spadají. Obec měla kostel svaté Anny postavený koncem 18. století a zbořený v roce 1965. K dispozici bylo i několik hospod. Starý název osady pochází z doby, kdy na místě stálo jen několik domů a u nich bylo koryto, které k napájení svých zvířat využívali soumaři, kteří táhli po Zlaté stezce, jež procházela kolem. Mezi prvními osadníky nepatřil obslužný personál napájených zvířat, ale dřevorubci a lesák.  Nynější vesnice byla založena až roku 1709 knížetem Janem Kristiánem z Eggenberku.
V roce 1930 zde žilo 1200 obyvatel. V letech 1938 až 1945 bylo území obce v důsledku uzavření Mnichovské dohody přičleněno k nacistickému Německu. Po válce obec zpustla jednak kvůli vystěhování Němců, jednak proto, že byla v uzavřeném pohraničním pásmu. Život se do obce vrátil po roce 1990. V roce 2009 zde bylo evidováno 51 adres. V roce 2011 zde trvale žilo 62 obyvatel.

## Obyvatelstvo
| Rok            | 1869  | 1880  | 1890  | 1900  | 1910  | 1921  | 1930  | 1950 | 1961 | 1970 | 1980 | 1991 | 2001 | 2011 | 2021 |
| -------------- | ----- | ----- | ----- | ----- | ----- | ----- | ----- | ---- | ---- | ---- | ---- | ---- | ---- | ---- | ---- |
| Počet obyvatel | 1 606 | 1 798 | 1 693 | 1 649 | 1 554 | 1 540 | 1 566 | 190  | 134  | 79   | 59   | 43   | 59   | 62   | 60   |
| Počet domů     | 145   | 177   | 184   | 195   | 205   | 219   | 254   | 221  | 47   | 17   | 16   | 20   | 41   | 45   | 46   |

## Obecní správa
Při sčítání lidu v letech 1850–1949 České Žleby byly samostatnou obcí v okrese Prachatice. Od roku 1950 jsou částí obce Stožec v okrese Prachatice. V letech 1850–1949 k obci patřila Dobrá.

## Pamětihodnosti
- Zaniklý kostel svaté Anny (postaven v letech 1789 až 1791, zbořen roku 1965)[6]
- Křížová cesta ke kapli Panny Marie u Stožecké skály, obnovená roku 2015

### Pomníky a pamětní desky
- Pomník obětem násilí let 1938–1989[15]
- Pomník Rudolfu Kočímu[16]
- Pomník Miloslavu Mutinskému a Josefu Pekařovi[17]
- Pamětní deska Bohumilu Hasilovi[18]

## Příroda
- Radvanovická lípa, třicet metrů vysoký památný strom (lípa velkolistá) připomíná zaniklou obec Radvanovice. Roste u poškozené kapličky asi kilometr severozápadně od Českých Žlebů, u silnice na Strážný.
- Přírodní památka Stožecká skála se skrovnými pozůstatky středověkého hrádku
- Přírodní památka Stožec, chránící severovýchodní partie stejnojmenné hory
- Přírodní památka Vltavský luh, rozsáhlé chráněné území v nivě kolem soutoku meandrujích říček Teplé a Studené Vltavy včetně tzv. Mrtvého luhu

## Turismus
- Kaple Panny Marie 13°49′24″ s. š., 48°52′28″ v. d.
- Na turistické stezce České Žleby - Bischofsreut (Marchhäuser) je přechod do Německa[19] – kamenný můstek přes Mechový potok.[20]
- Z Českých Žlebů vede značená turistická trasa Zlatá stezka 1 (České Žleby – Volary).[20]
- Je zde lyžařský areál.[21]

## Rodáci
- Franz Andraschko (1875–1946), římskokatolický duchovní působící v českobudějovické diecézi
- Rudolf Kubitschek (1895–1945), folklorista, spisovatel a znalec Šumavy
- Gotthard Zimmer (1847–1886), fotograf v Českém Krumlově